# エイリアンVSプレデター (映画)
『エイリアンVS.プレデター』（エイリアン バーサス プレデター、Alien vs. Predator, AVP）は、2004年に公開されたアメリカ映画。略称はAVP。
ハリウッドが生んだ人気2大クリーチャー、エイリアンとプレデターの対決が話題となった。監督は2002年の映画『バイオハザード』でも監督を務めたポール・W・S・アンダーソン。同作からコリン・サーモンが本作にも出演している。
2006年には続編『AVP2 エイリアンズVS.プレデター』製作に合わせて8分の未公開シーンを盛り込んだ完全版が発表された。

## あらすじ
2004年10月4日、人工衛星が南極のブーヴェ島に大規模な熱反応を発見。調査の結果、熱源が地中深くの遺跡であると判明した。
大企業ウェイランド社の社長で大富豪のビショップ・ウェイランドは、発掘資金に困窮する南アメリカ史専門の考古学者で、過去の登山中に父を失った女性登山家のレックスや、考古学者のセバスチャン・ウェルズ、地層学者のグラハム・ミラー、傭兵のマックス・スタッフォード、採掘業者クインなど、各部門のプロフェッショナルを編成した遺跡調査チームを率いて秘密裏にブーヴェ島を目指す。
遺跡調査チームは、100年前に全住民が謎の失踪を遂げた捕鯨基地に向かう。何者かの手によって開けられた大穴から地下に降りると、様々な古代文明の特徴を含んだ巨大な地下構造物を発見する。調査隊が遺跡のメカニズムを再起動させると、「動く壁」によって頻繁に構造の変わる遺跡が罠となり、彼らは散り散りになってしまう。
この地下遺跡は、プレデターが人類に文明を授けるのと引き換えに造らせたもので、彼らが宇宙最強の生物「エイリアン」と生死を賭けて闘う成人儀礼のための闘技場だった。遺跡深くには冷凍睡眠させられたエイリアン・クイーンが捕われていた。遺跡発見のきっかけとなった熱反応とは、100年ごとに執り行われる儀礼の周期に合わせて遺跡が再活性化しつつあった徴候で、調査隊が遺跡のメカニズムを再起動させたため、クイーンが目覚めてエイリアンの卵を続々と産み落とし始めてしまった。
調査隊は、遺跡の中で目を覚ましたエイリアンに襲われて次々と命を落とす。唯一生き残ったレックスは、劣勢に追い込まれたプレデターの一人と共闘し、脱出を試みる。

## 登場人物・キャスト
アレクサ・ウッズ（レックス）
演 - サナ・レイサン、日本語吹替 - 本田貴子
女性冒険家で登山家。正義感が強く、プレデターやエイリアン達を前にしても臆する事がない気丈な性格。他のメンバーから信頼が厚くリーダーシップがある。雪原の恐ろしさを誰よりも知っており、故に碌な訓練も無しに現地に赴くという無謀ともいえる今回の調査には不安を覚え、当初からウェイランドに対して警告したり、メンバー達に自分の身を最優先で守るよう指示するなど、調査隊ではただ一人強い警戒心を持っていた。
中盤、セバスチャンの古代文字解読によってプレデターとエイリアンの歴史と生態を知ったことで、プレデターと組んでこの地獄から生還しよう、と大胆な提案をする。
その後、セバスチャンを失ってしまったが、エイリアンを単独で倒した事によってスカープレデターから戦士と認められ、エイリアンの死体で急造した槍(尻尾)と盾(頭部)を与えられる。
終盤、スカーと共に爆破寸前の地下遺跡からの脱出に成功するが、エイリアン・クイーンもまた生き延びており、スカーと共にクイーンと死闘を繰り広げ、最後はクイーンを海に沈めるが、深手を負ったスカーは戦死してしまう。全てが終わった後、姿を現したプレデターの船から降りて来たエルダープレデターにスピアを渡され、プレデター達が去った後、近くの雪上車に向かって歩き出す。今作では唯一の生還者。
セバスチャン・ウェルズ
演 - ラウル・ボヴァ、日本語吹替 - 森川智之
考古学者であると同時に大学の教授。冒頭では少し保身的な言動をとる事があったが、レックスと行動を共にする事で心を通わせ信頼するようになる。中盤、遺跡の古代文字を解読して、ピラミッドの真相と自分達がプレデターによって誘き寄せられた事を知った。
終盤、逃亡時にレックスが誤って足場から落ちそうになったのを助けている最中にエイリアンにさらわれ、その後レックスとスカープレデターがエイリアンの巣に来た時は、既にフェイスハガーに寄生された後だった。自分は助からないと自覚していたため、レックスに殺すよう頼み、彼女に銃で撃たれ死亡。直後に腹部からチェストバスターが飛び出すが、出た直後にスカーに首をへし折られる。
チャールズ・ビショップ・ウェイランド
演 - ランス・ヘンリクセン、日本語吹替 - 堀勝之祐
ウェイランド社の社長。南極での地下遺跡の調査の為、レックスや傭兵達を集めた追跡調査チームを編成する。末期ガンに侵されており、自身の残り少ない寿命の中で、最後に大きな偉業を果たし歴史に名を残す事に執着している。猛吹雪の中、碌に訓練もしていない急ごしらえチームを率いて半ば強引に調査を敢行するなど、言動や態度は自己中心的になりがちだが、レックスから父親の最期の話を聞かされ、落ち込んでいた彼女を励ますなど根は優しい人物である。
中盤、追ってきたスカープレデターからレックスとセバスチャンを逃がすため、自ら足止めを買って出る。自身がガンを患っていたため一度は見逃されるも、「油断は死を招くぞ」と言い放ち、背を向けたスカーを吸入器と発煙筒を使った火炎放射で不意討ちするも全く効かず、振り向いたスカーのリストブレイドで腹部を刺され死亡する。
なお、『エイリアン』シリーズの2作目、3作目に登場する医療従事用アンドロイドであるビショップ(341-B)とは「演じる俳優が同じである」「ハンド・ナイフ・トリックを行う(但しチャールズはペンを使用)」等の共通点が見られるが、ビショップ(341-B)がかつてのウェイランド社社長であるチャールズをモデルに作られたものなのかは不明である。また『3』に登場するマイケル・ビショップとの血縁関係なども明かされていない。
グラハム・ミラー
演 - ユエン・ブレムナー、日本語吹替 - 江原正士
地層研究者。小心者であるが仲間想いな性格。南極の地下遺跡の熱源が「動く壁」が起動している時の熱だったことに一番に気付く。「動く壁」の罠でヴァーヘイデンと共に、チームの面々とは別の場所に取り残されてしまう。お互いに家族の事を話して打ち解け、一緒に脱出しようとするが、ヴァーヘイデンが罠にかかって更に下の通路へ落ちてしまう。助けようとするが叶わず落ち込んでいるところを頭上から現れたエイリアンにさらわれてしまい、その巣に運ばれる。そこにはヴァーヘイデンもいたが、すでにフェイスハガーに寄生されており、自身もフェイスハガーに飛びかかられるが、まだ自由の利く手に銃を取り、寸前で撃ち殺す。しかし、その後もフェイスハガーは次々と周囲の卵から湧き出て来るため対抗し切れず、レックス達がたどり着いた頃にはチェストバスターに腹を突き破られ死亡していた。
マックス・スタッフォード
演 - コリン・サーモン、日本語吹替 - 玄田哲章
ウェイランドの秘書兼ボディガードであり、傭兵の隊長も務める。基本的にウェイランドの意志には忠実。
序盤でレックスを調査隊に入るよう説得する。中盤、遺跡のメカニズムを起動させたことで罠が発動し、他のメンバーを死なせてしまい、それでも自分の名誉の事しか頭にないウェイランドに対して初めて皮肉混じりの異議を唱える。レックス達と遺跡の迷路を彷徨っている途中にプレデターの罠にはまり、ワイヤーネットで身動きを封じられたところをスピアで貫かれ死亡。
マーク・ヴァーヘイデン
演 - トミー・フラナガン、日本語吹替 - 田中正彦
傭兵の隊員。序盤ではミラーをバカにしていた。中盤、ミラーと共に「動く壁」の罠にかかり絶望するが、ミラーと家族の事を語り合う事で心を開き、一緒に脱出しようと誓い合う。しかし床が開いて下に落ちてしまいミラーに助けを求めるが、じきに穴が閉まって彼と分断され、そこに現れたエイリアンに襲われる。その後エイリアンの巣に運ばれ、ミラーが連れて来られた時には既にフェイスハガーに組み付かれており、じきに死亡した模様。
アデル・ルソー
演 - アガト・ドゥ・ラ・ブライユ、日本語吹替 - 高山みなみ
ウェイランド社の社員。金髪の女性。傭兵ではないが拳銃を所持しており、冒頭では銃は使い物にならないと唱えるレックスに対して、「持ってるだけで安心できるから」と説明していた。
遺跡内で発見したミイラの状態を見て違和感を覚えたり、罠が起動した際には閉まる扉を機材で食い止めようとするなど勘が鋭く、機転が効く性格。
中盤、トーマスと一緒に行動するが、マックスが罠を起動させてしまった為、彼らと共に部屋に閉じ込められてしまう。
その後せり出して来たエッグチェンバーから飛びかかって来たフェイスハガーに、使う予定のなかった銃を取り出して抵抗しようとするも、部屋内にいたトーマスを含む他の5人共々寄生される。拘束が解け目覚めた後一瞬安堵するが、すぐにチェストバスターに腹を突き破られ死亡。
トーマス
演 - サム・トラウトン、日本語吹替 - 桐本琢也
セバスチャンの助手。眼鏡をかけた男性。序盤でセバスチャンと共に宝をさがしていた。中盤、遺跡の文字を解読するがセバスチャンに誤りを指摘される。その後ルソーと共に行動し部屋の中を調査するが、マックスが罠を起動させたため、部屋に閉じ込められてしまいフェイスハガーに寄生される。
クイン
演 - カーステン・ノルガード、日本語吹替 - 立木文彦
探掘業者。大柄の男性。穴掘りチームのリーダーとして招集されたが、現地に到着した時には既にプレデターの宇宙船からの光線で地下遺跡までのトンネルが開通してしまっていた。仕方なしに地上の捕鯨基地跡で待機する事となるが、中盤、地球に降り立ったプレデター達に襲撃され他の穴掘りチーム4人が殺され、クイン自身は突飛ばされた際にトンネルからレックス達がいる地下遺跡に転げ落ちてしまう。その後、彼を追ってトンネルに侵入したスカープレデターに斬殺された。
コナーズ
演 - ジョセフ・ライ、日本語吹替 - 藤原啓治
傭兵の隊員。中盤、「動く壁」の罠にはまり落ちてしまう。落ちた際にはヴァーヘイデンに助けを求めていたが彼にはどうする事も出来ず、結果、孤立してしまった。その後、何とか仲間と合流しようと単独で彷徨っていたところをエイリアンに襲われ、ヴァーヘイデンがたどり着いた時にはすでにエイリアンにさらわれていた。
ミラーがエイリアンの巣に運ばれた際にヴァーヘイデンの隣で繭にされた彼と思しき人物が確認できる。

## エイリアン
バトル・エイリアン
劇中にてプレデターと戦う事からこう呼ばれる。
グリッド・エイリアン
バトル・エイリアンの中で、プレデターのネットランチャーによる攻撃で頭部と肩に縄目（グリッド）状の傷を負った個体。チョッパー・プレデターとケルティック・プレデターを立て続けに倒したためか、バトル・エイリアンの中ではリーダー格になっている。
エイリアン・クイーン
エイリアンの社会のトップに君臨する個体。「プレデターが宇宙から地球に持ち込んでいた」という設定で登場。儀式のための生産施設として遺跡最深部に拘束されており、自分の子供達に拘束具を破壊させようとする。
プレデリアン
ラストで、寄生していたスカープレデターの体内から飛び出した新種の個体。

## プレデター
スカー・プレデター
地球の神殿で成人の儀式を受けるため、南極へ仲間と共に降下する。
ケルティック・プレデター
成人の儀式を受けにやって来た3体のプレデターのリーダー格。
チョッパー・プレデター
3体の中でもこのプレデターのみ背中にトロフィー（頭蓋骨）を背負っている。
エンシェント・プレデター
劇中の回想シーンで無数のエイリアンを相手にした古代のプレデター。
エルダー・プレデター
プレデターの長老。ラストで生き残った女性冒険家レックスに、自らスピアを渡した。

## スタッフ
- VFXスーパーバイザー：ジョン・ブルーノ
- VFX：フレームストアCFC、ダブル・ネガティブ

## 参考
- AVPシリーズは時系列的にはプレデターシリーズ第1作・第2作の後の物語で、エイリアンシリーズ第1作より前の物語ではあるが、今作でランス・ヘンリクセンが演じるチャールズ・ビショップ・ウェイランドと彼の興した企業、続編である『AVP2』でユタニという名前の女性が登場すること以外、本家のシリーズとの関連性は特に無く、それぞれのシリーズが本当に同じ世界の出来事なのかは不明。
- 『エイリアンVSプレデター』というアイディアは、1990年にアメリカ合衆国でダークホースコミックスが出版したコミック『エイリアンVSプレデター』が初出であり、本作にはコミックを出典とする描写がいくつか存在する。
- 映画『プレデター2』の一場面で、プレデターの獲物展示室にエイリアンの内骨格が飾られている。今作の監督、脚本を務めたポール・W・S・アンダーソンは「あの船内の頭骨が重要なヒントだった」と発言している。
- 『エイリアン』『プレデター』両シリーズお決まりのパターンを各所に織りこみ、プレデターとエイリアンの因縁に満ちた古い関係も匂わせた。
- 舞台はブーベ島と設定されているが、作中の衛星画像からフォーカスする場面では実際より南西に数千km離れたピョートル1世島に近い位置に、実際より非常に大きな面積で島が表示されている。また、島内にフンボルトペンギンが現れる場面があるが、実際のブーベ島にフンボルトペンギンは生息していない。